# Aphnaeus tigrinus
Aphnaeus tigrinus is een vlinder uit de familie van de Lycaenidae. De wetenschappelijke naam van de soort is voor het eerst geldig gepubliceerd in 1884 door Moore.